# Marcellia prostrata
Marcellia prostrata är en amarantväxtart som först beskrevs av Georg Ludwig August Volkens och Ernest Friedrich Gilg, och fick sitt nu gällande namn av Charles Baron Clarke. Marcellia prostrata ingår i släktet Marcellia och familjen amarantväxter. Inga underarter finns listade i Catalogue of Life.